# Spéciation sympatrique

Comparaison entre différents types de spéciation.

La spéciation sympatrique ou spéciation sympatride est un processus de spéciation par lequel de nouvelles espèces très proches (par exemple, faisant partie d'un groupe frère) émergent d'un ancêtre commun alors qu'elles habitent la même région géographique. Elle est, avec la spéciation allopatrique et péripatrique, l'une des catégories de base de spéciation géographique,. L'expression a été inventée en 1904 par Poulton.
La spéciation sympatrique chez les eucaryotes multicellulaires est un processus peu fréquent, mais plausible, amenant la divergence génétique (par isolement reproductif) à apparaître chez des populations d'une même espèce habitant la même région géographique. Le processus serait beaucoup plus fréquent chez les bactéries en raison d'une moins grande limitation de la reproduction asexuée et d'un transfert horizontal de gènes beaucoup plus rapide.

## L'exemple de la mouche du pommier
La mouche du pommier (Rhagoletis pomonella) vivait initialement sur l'aubépine américaine (Crataegus mollis). À la suite de l'introduction en Amérique du Nord du pommier domestique européen (Malus domestica), il y a quatre siècles, l'insecte s'est mis petit à petit à infecter le pommier. Or le cycle de vie de la mouche doit être calé sur la période de floraison des arbres, la femelle fécondée devant pondre ses œufs dans les fruits. Le pommier ayant son cycle quatre semaines avant celui de l'aubépine, la population initiale de mouche du pommier s'est scindée en deux, l'une qui fréquente l'aubépine et l'autre qui fréquente le pommier. Les deux populations sont en principe interfertiles, mais les périodes de fécondation des deux populations étant décalées dans le temps, il s'est établi de fait une barrière de reproduction. On a observé un processus de spéciation (portant par exemple sur la longueur de l'ovipositeur). Une différenciation génétique a également été observée.